# 蜂鳴器

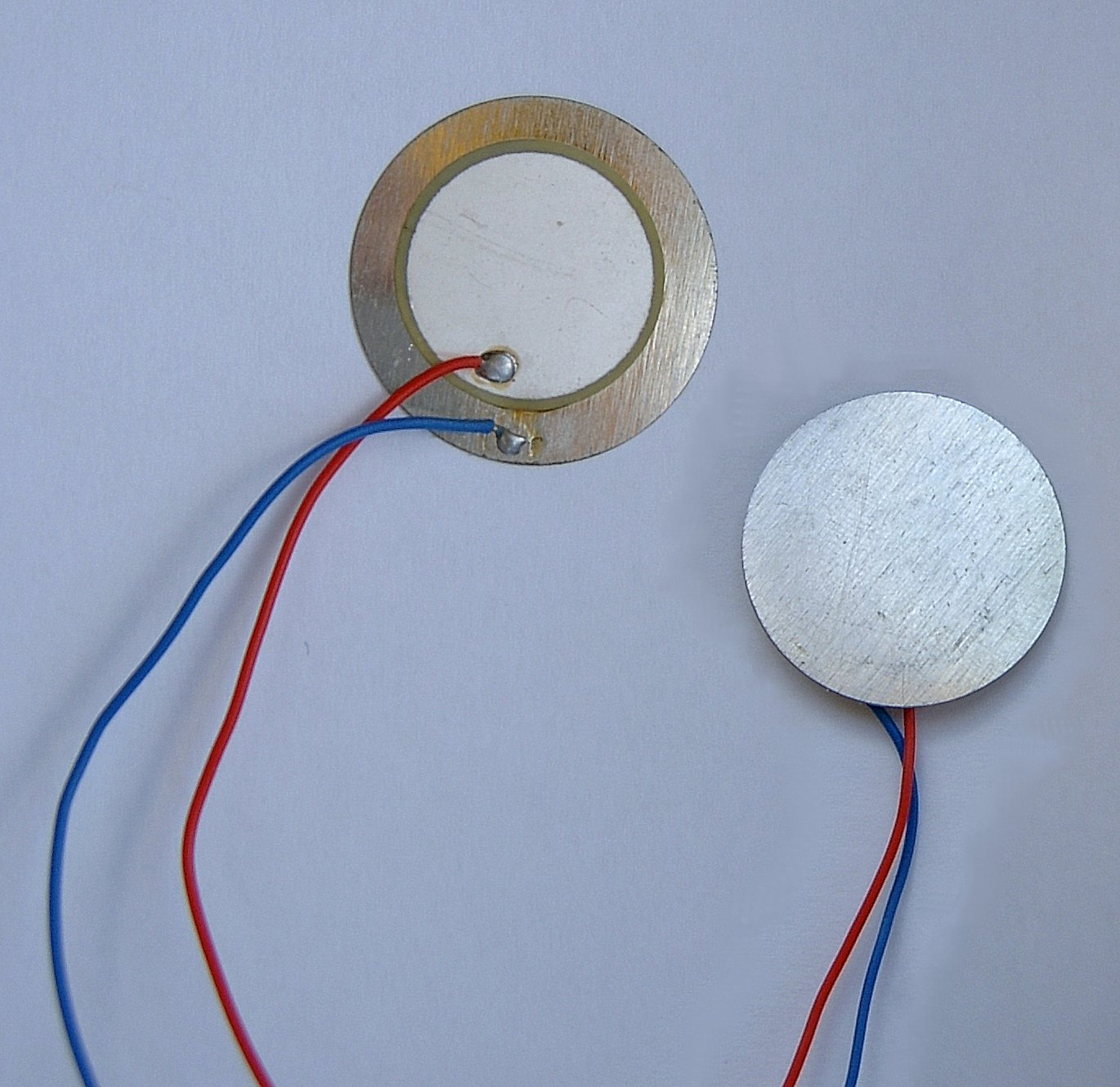
压电式蜂鸣器

蜂鳴器（英語：Buzzer）是產生聲音的信號裝置，有机械型、機電型及壓電型。蜂鳴器在電路中用字母“H”或“HA”（舊標準用“FM”、“ZZG”、“LB”、“JD”等）表示。蜂鳴器的典型應用包括警笛、報警裝置、火災警報器、防空警報器、防盜器、定時器等。

## 機械
歡樂蜂鳴器(Joy buzzer)是一個純粹機械蜂鳴器的一個例子。

## 壓電
常见的电子产品中使用的小型蜂鸣器都是压电式蜂鸣器，主要依靠压电效应来产生振动，发出声音。
此类蜂鸣器一般分为自带震荡源或不带震荡源两种。驱动自带震荡源的蜂鸣器时直接使用直流电即可；而驱动不带震荡源的蜂鸣器则需要使用交流信号。